# Peter Thiede
Peter Thiede (n. 13 februarie 1968, Ueckermünde, Republica Democrată Germană, Germania) este un timonier ce a reprezentat Germania, medaliat olimpic. A participat la 4 ediții ale Jocurilor Olimpice (1992, 1996, 2004, 2008) în care a câștigat o medalie de argint.